# 冷水浦駅
冷水浦駅（しみずうらえき）は、和歌山県海南市冷水にある、西日本旅客鉄道（JR西日本）紀勢本線（きのくに線）の駅。同線では朝来駅、芳養駅と並んで難読駅として知られている。

## 歴史
- 1938年（昭和13年）12月15日：国鉄紀勢西線の日方町駅（現在の海南駅）と加茂郷駅の間に新設開業[1]。同日には同じ紀勢西線の初島駅も開業している。
- 1952年（昭和27年）10月1日：営業休廃止の告示を行わず列車の停車を取り止めていたものを再開。[2]
- 1959年（昭和34年）7月15日：現在の紀勢本線が全通、紀勢本線所属となる[1]。
- 1961年（昭和36年）9月1日：和歌山方へ400mの現在地に移設、営業キロ程改正[2]
- 1987年（昭和62年）4月1日：国鉄分割民営化に伴い、西日本旅客鉄道（JR西日本）の駅となる[1]。
- 2004年（平成16年）6月2日：当駅直上の国道において、大型トラックが横転。散乱した積荷の丸太に、通過中の御坊発和歌山行き快速列車（乗員乗客約500名）が乗り上げ脱線。乗客22名が重軽傷を負った。事故の十数分前に、近隣住民から110番通報がなされていたが、落木により無線基地局が損傷し、列車無線を使用しての当該列車への停止指示は不可能であった[3]。
- 2020年（令和2年）3月14日：ICカード「ICOCA」が利用可能となる[4]。IC専用型自動改札機で対応。

## 駅構造
相対式ホーム2面2線の地上駅である。分岐器や絶対信号機を持たないため、停留所に分類される。和歌山駅管理の無人駅。ホームは築堤上の高いところにあり、上下線各ホームへはそれぞれ加茂郷駅寄りにある階段を登る。駅舎はない。ホーム上に待合所があるのみ。乗車駅証明書発行機も設置されていない（以前はあったが故障撤去）が、自動券売機は2013年3月22日に和歌山／天王寺方面行きホームに1台設置された。双方のホームへの往来は線路下の架道橋を潜り抜ける。

### のりば
| のりば | 路線       | 行先               |
| ------ | ---------- | ------------------ |
| 1      | きのくに線 | 和歌山・天王寺方面 |
| 2      | きのくに線 | 御坊・新宮方面     |

- 上表の路線名は旅客案内上の名称（愛称）で表記している。

## 利用状況
近年の1日平均乗車人員は以下の通りである。
| 年度   | 1日平均 乗車人員 |
| ------ | ---------------- |
| 1998年 | 139              |
| 1999年 | 135              |
| 2000年 | 120              |
| 2001年 | 112              |
| 2002年 | 97               |
| 2003年 | 106              |
| 2004年 | 100              |
| 2005年 | 92               |
| 2006年 | 100              |
| 2007年 | 95               |
| 2008年 | 96               |
| 2009年 | 94               |
| 2010年 | 90               |
| 2011年 | 85               |
| 2012年 | 85               |
| 2013年 | 92               |
| 2014年 | 84               |
| 2015年 | 106              |
| 2016年 | 114              |
| 2017年 | 110              |
| 2018年 | 97               |
| 2019年 | 87               |
| 2020年 | 75               |
| 2021年 | 72               |
| 2022年 | 70               |

## 駅周辺
- 国道42号
- 藤白坂
- 海南市コミュニティバス「冷水浦駅前」停留所 - 鰈川線

## 隣の駅
西日本旅客鉄道（JR西日本）
 きのくに線（紀勢本線）
■ 快速
通過
■ 普通（阪和線内で直通快速または紀州路快速となる列車を含む）
加茂郷駅 - 冷水浦駅 - 海南駅